# Terminadores
Terminadores é um seriado de televisão brasileiro produzido pela Hungry Man e exibido originalmente pela Band, em 16 de fevereiro a 8 de março de 2016. Em uma parceria realizada com a TNT, a série também foi exibida no canal por assinatura, tendo estreado em 18 de fevereiro e 10 de março 2016, 8 Episódios. Criada por Maria Clara Mattos (argumento original) e dirigida por Gualter Pupo, tem 8 episódios totais, sendo dois exibidos semanalmente. Conta com Paulo Tiefenthaler, Laila Zaid, Daniel Furlan e Stella Miranda nos papéis principais.

## Enredo
Uma agência especializada em terminar relacionamentos, com dois parceiros de trabalho de pensamentos opostos: César, um ex-psicanalista cético, que não acredita na vida a dois, e Diana, que foi cerimonialista de casamentos e agora luta para libertar os clientes de relações ruins, na esperança que eles possam ter vidas amorosas plenas.
Ele, cético, despreza os clientes, provando ao fim dos relacionamentos a impossibilidade de se viver plenamente a dois. Ela, idealista, quer libertá-los de relações não saudáveis para que consigam encontrar suas verdadeiras caras-metades. Assim, os dois terminadores tentam, dia após dia, convencer um ao outro de seus pontos de vista, nunca admitindo que, no fundo, são mais parecidos do que gostariam. Cada um com seus motivos, eles não poupam esforços para darem um fim aos relacionamentos de seus contratantes, colocando-os em inusitadas situações e coordenando o caos que insiste em reinar na agência. Ainda como parte desse clã estão Aquiles, um enlouquecido ator, e Ruth, uma experiente advogada que é uma verdadeira faz tudo dentro da agência.

## Elenco
| Elenco Original    | Elenco Original |
| Ator               | Papel           |
| ------------------ | --------------- |
| Paulo Tiefenthaler | César           |
| Laila Zaid         | Diana           |
| Daniel Furlan      | Aquiles         |
| Stella Miranda     | Ruth            |

## Episódios
| Nº | Título                 | Data de exibição na Band | Data de exibição na TNT | Participações | Resumo |
| 01 | Namoradinhos do Brasil | 16 de fevereiro de 2016  | 18 de fevereiro de 2016 | Diana Herzog (como Cláudia Clair), Pedroca Monteiro (como Rodrigo Martins) e Marcos França (como Marco)                | Para dar fim ao casamento dos atores mais queridos do Brasil, os terminadores mergulham no excêntrico e nada respeitável mundo das celebridades.                                                                   |
| 02 | Falsa Audiência        | 16 de fevereiro de 2016  | 18 de fevereiro de 2016 | Mário Hermeto (como Zé Carlos), Clarissa Pinheiro (como Fátima) e Cláudio Amado (como Mendonça)                        | Um marido banana quer terminar com sua esposa controladora e verborrágica. |
| 03 | Gringo no Rio          | 23 de fevereiro de 2016  | 25 de fevereiro de 2016 | Eline Porto(como Marina), Rodrigo Ferrarini (como Hans) e Alessandro Iglesias (como Bandido)                           | A cliente desta vez quer se livrar de seu namorado alemão que apareceu de mala e cuia em sua porta. |
| 04 | Celso, o Social        | 23 de fevereiro de 2016  | 25 de fevereiro de 2016 | Silvia Machete (como Sônia), Felipe Fagundes (como Príncipe Encantado) e Cássio Toledo (como Moreno)                   | Para terminar um relacionamento, os terminadores têm que encarar uma missão nada provável: acabar com uma festa que dura sem parar por anos.                                                                       |
| 05 | Negócios de Família    | 1 de março de 2016       | 3 de março de 2016      | Adriano Petermann (como Eurico), Josie Antello (como Teresa), Felipe Frazão (como Joílton) e Créo Kellab (como Misael) | Um misterioso padeiro quer terminar com sua esposa por conta de uma rixa nos negócios da família. O que os terminadores não imaginavam é que os pãezinhos são apenas uma fachada para a perigosa máfia portuguesa. |
| 06 | Swing e Simpatia       | 1 de março de 2016       | 3 de março de 2016      | Gustavo Falcão (como João), Talita Castro (como Júlia), Henrique Neves (como Roberto) e Juliana Terra (como Renata)    | Os terminadores precisam terminar com o relacionamento de quatro swingueiros insatisfeitos. Para tal, não encontram outra solução senão se infiltrarem na confusa troca de casais.                                 |
| 07 | Algemas da Paixão      | 8 de março de 2016       | 10 de março de 2016     | Cintia Rosa (como Samara), Thogun Teixeira (como Bebeto), Léo Lira (como Faxina) e Gerson Lobo (como Dois Quartos)     | |
| 08 | Ruth Quer Terminar     | 8 de março de 2016       | 10 de março de 2016     | José Luiz Datena, Diana Herzog (como Cláudia Clair) e Roney Villela (como Mestre Rajs Shishe)                          | |